# Gerda Ring

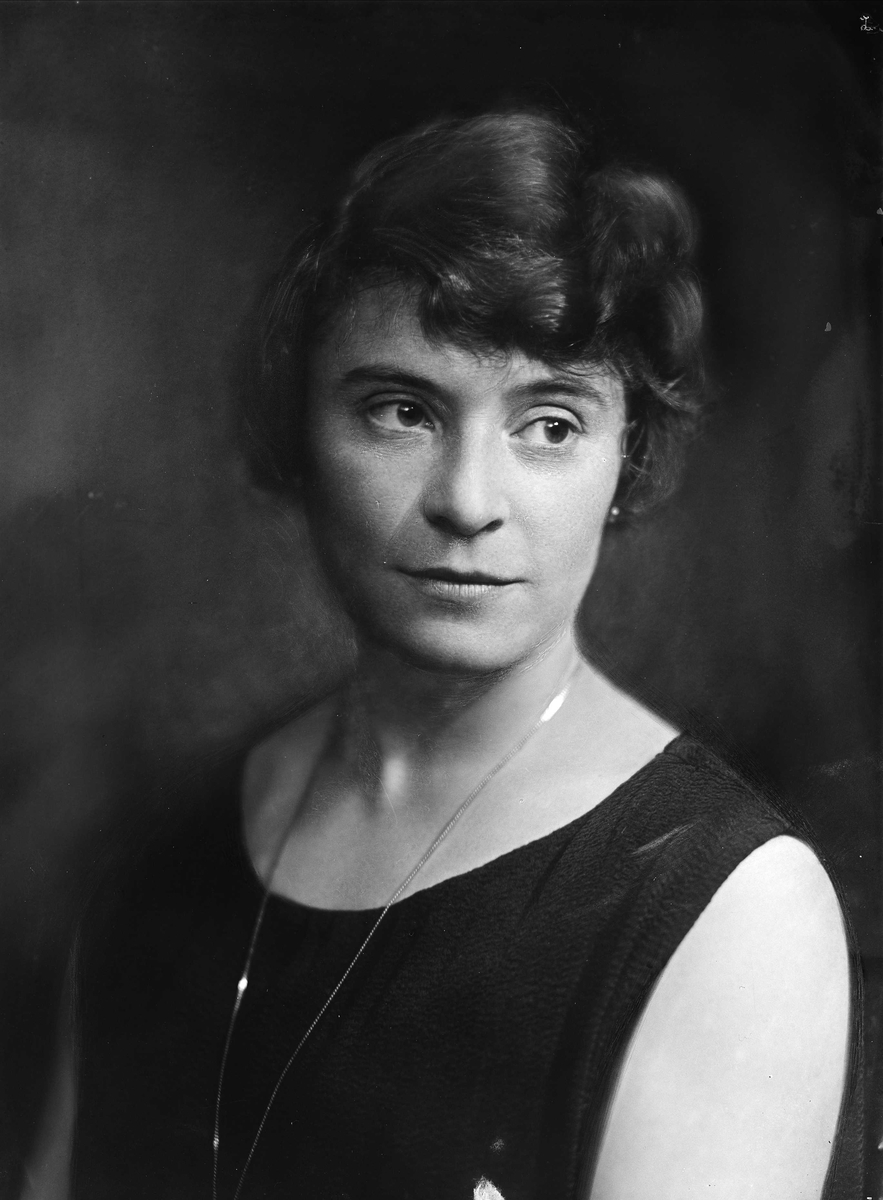

Gerda Ring, född 11 maj 1891 i Kristiansand, död 12 januari 1999 i Oslo, var en norsk skådespelare och regissör. Hon var dotter till Barbra Ring, gift med Halfdan Christensen och mor till Bab och Pelle Christensen.
Ring debuterade 1911 på Det Nye Teater i Köpenhamn som Lersol i Barbra Rings Kongens hjerte. Hon var mellan 1912 och 1961 knuten till Nationaltheatret, och ledde tillsammans med Halfdan Christensen Fri norsk scene i Sverige under andra världskriget. Hon slog igenom i impulsiva flickroller som Charlotte i Gunnar Heibergs Gerts have, men övergick senare till mognare uppgifter, bland annat i Pär Lagerkvists dramatik. 1930 debuterade hon som regissör med Gerts have. Hennes intima, verklighetsnära regi betydde på 1930-talet mycket för nya norska dramatiker och unga skådespelare, och hon skapade en lång rad goda ensembleföreställningar på Nationaltheatret under efterkrigsåren. Bland hennes uppsättningar av norsk dramatik märks Ibsens Gengångare, Bjørnsons Paul Lange och Tora Parsberg och Heibergs Kong Midas. Sina mest personliga sidor som regissör visade hon i modern utländsk dramatik, bland annat med Sartres Lyckta dörrar och Smutsiga händer samt Tennessee Williams Glasmenageriet, Linje Lusta och Katt på hett plåttak. Hon fortsatte arbeta även i pensionsåldern, särskilt i Danmark och på Island.